# Autumn Concerto
Autumn Concerto (herfstconcert) is een compositie van Jukka Linkola uit 1996. Het is origineel gecomponeerd voor de combinatie blaaskwintet en strijkkwintet. Het gecomponeerd als weergave van de gevoelens van de componist gedurende de herfst. De componist ziet het werk liever uitgevoerd met dirigent dan zonder; de groep van tien lijkt hem te groot om geen dirigent te gebruiken. De muziek is doordrenkt met bluesachtige thema's en fragmenten.
Het driedelig werk, de delen duren ongeveer even lang, laat de stemmingen van de componist horen. Deel 1 Labyrinth probeert een uitweg te vinden, thema’s beginnen, maar lopen dood. Uiteindelijk is er maar één weg en dat wordt weergegeven door het beginthema ook als slotthema te gebruiken. Deel 2 September is het bluesy deel beginnen met een sombere klarinetsolo, een beetje a la improvisatie en cadenza maar toch volledig uitgeschreven. Daarna volgen dwarsfluit, fagot enzovoorts. Ook de vioolsolo is somber.
Deel 3 Octoblue begint speels met talloze syncopen en heeft een soortement citaat. Het ritme is even gelijk aan dat van Igor Stravinsky’s Le Sacre du printemps. Daarna blijft het onrustig met af en toe jazzy invloeden. Allengs vallen de bladeren met wederom een solo in de klarinet en wordt de muziek rustiger om langzaam weg te sterven. Het is winter en de eerste sneeuw valt.

## Orkestratie
- 1 dwarsfluit, 1 hobo, 1 klarinet, 1 fagot, 1 hoorn
- 2 violen, 1 altviool, 1 cello, 1 contrabas.

## Première
De première werd uitgevoerd op 10 november 1996 in Seinäjoki door het plaatselijke stadsorkest.

## Bron en discografie
- Uitgave Alba Records: Kamerorkest van Lapland o.l.v. John Storgårds